# She Fought Alone
She Fought Alone is een televisiefilm uit 1995 onder regie van Christopher Leitch. Tiffani-Amber Thiessen en Brian Austin Green hebben de hoofdrol in de film. Opmerkelijk is dat de twee acteurs samen ook rond deze tijd te zien waren in het populaire tienerdrama Beverly Hills, 90210.
De film gaat om Caitlin Rose, een tiener die maar wat graag populair wil worden. Een klasgenoot bespeurt dit en besluit haar te verkrachten. Als ze dit bekendmaakt, hoopt ze steun te krijgen. Het tegendeel blijkt als de school achter de verkrachter blijft staan. Hij is namelijk de sterspeler van het footballteam en de school vreest dat als hij aangeklaagd wordt, de school zal verliezen van een andere school tijdens een footballwedstrijd.

## Rolverdeling
| Acteur                 | Personage    |
| ---------------------- | ------------ |
| Tiffani-Amber Thiessen | Caitlin Rose |
| Brian Austin Green     | Ethan        |
| Isabella Hofmann       | Avon Rose    |
| David Lipper           | Jace         |
| Maureen Flannigan      | Abby         |
| Ashley Jones           | Susan        |